# Theretra intersecta
Theretra intersecta är en fjärilsart som beskrevs av Butler 1875. Theretra intersecta ingår i släktet Theretra och familjen svärmare. Inga underarter finns listade i Catalogue of Life.